# 12-Stunden-Rennen von Sebring 1986

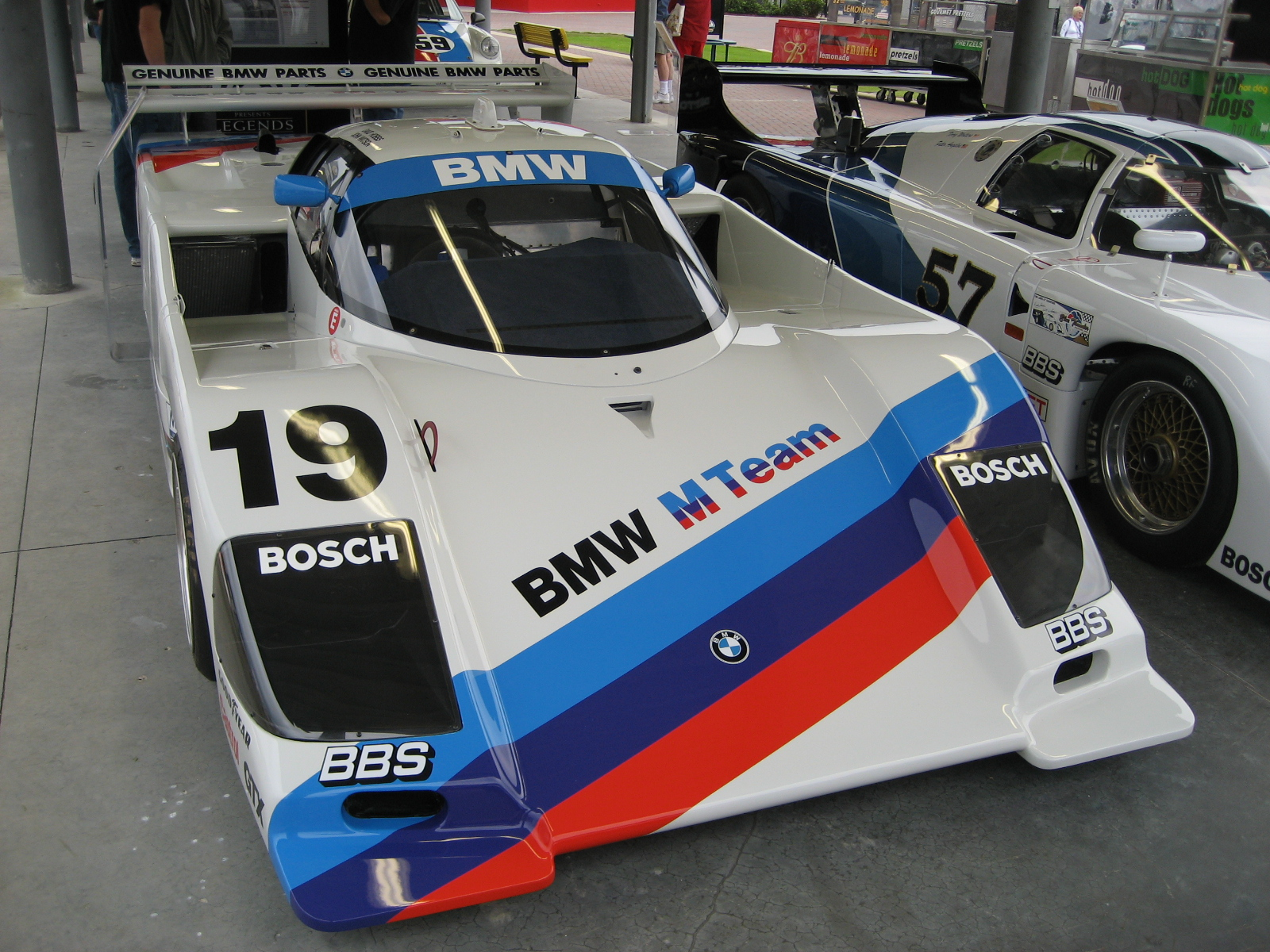
Einer der drei ursprünglich für das Rennen gemeldeten BMW GTP. Nach Unfällen der beiden anderen Wagen ging dieses Fahrzeug nicht ins Rennen. Fahrer waren John Andretti und Davy Jones.

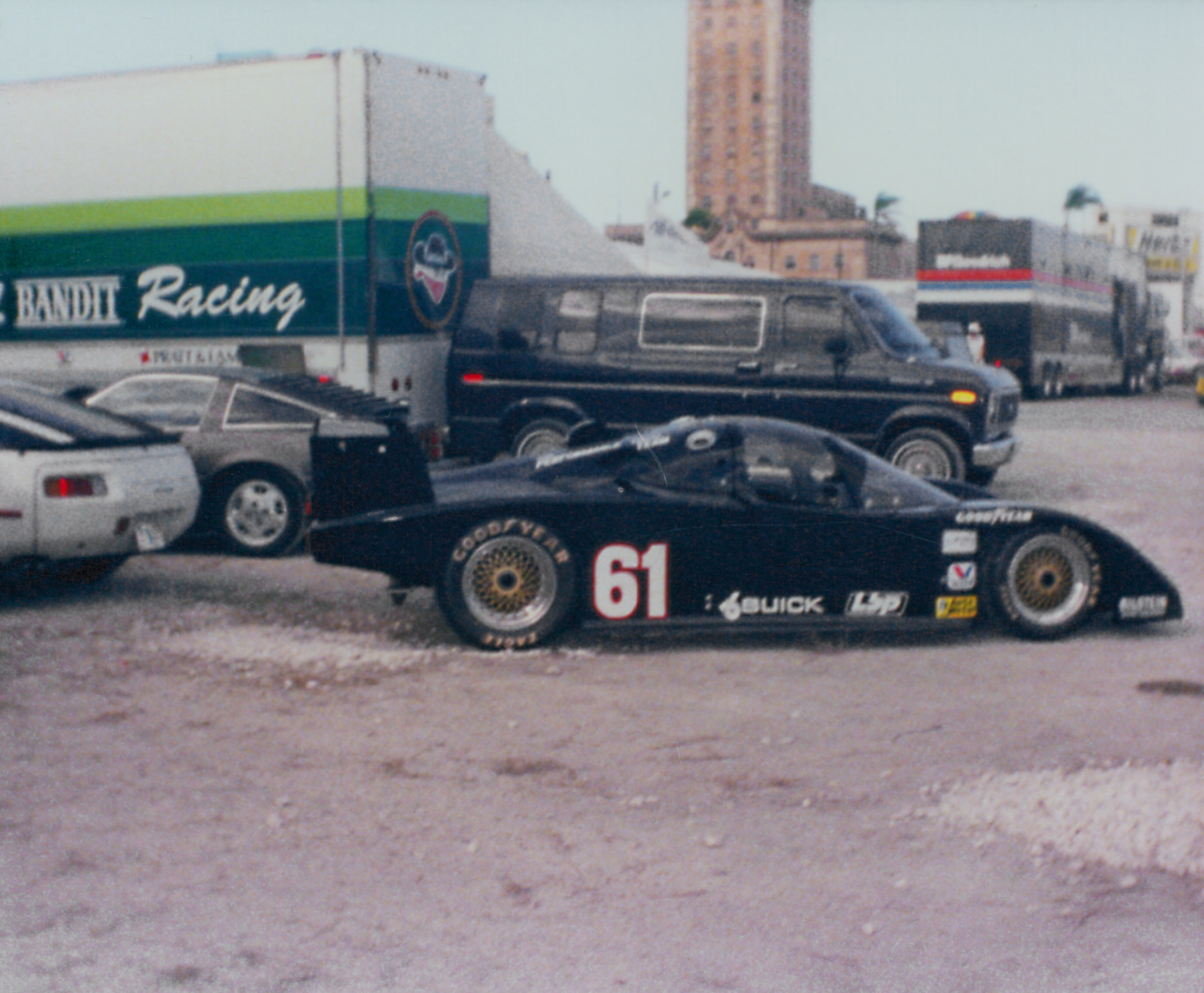
Royale RP40

Das 34. 12-Stunden-Rennen von Sebring, auch 34th Running Coca-Cola Classic 12 Hours of Sebring, Sebring International Raceway, fand am 22. März 1986 auf dem Sebring International Raceway statt und war der dritte Wertungslauf der IMSA-GTP-Serie dieses Jahres.

## Das Rennen
Die IMSA-GTP-Serie 1986 begann am 2. Februar mit dem 24-Stunden-Rennen von Daytona. 1986 siegten dort Al Holbert, Derek Bell und Al Unser junior auf einem Porsche 962. Beim zweiten Saisonlauf, dem 3-Stunden-Rennen von Miami, das drei Wochen vor Sebring stattfand, siegten Bob Wollek und Paolo Barilla, die ebenfalls einen Porsche 962 fuhren.
1986 wurde das Rennen zum letzten Mal auf der ehemaligen Landebahn des Sebring Regional Airport ausgefahren. Der Flughafen wurde 1940 als Hendricks Army Airfield errichtet, auf dem das United States Army Air Corps Testflüge mit der Boeing B-17 Flying Fortress absolvierte. Die Nord-Süd-Startbahn war vier Jahrzehnte Bestandteil der Rennstrecke. Die lange, holprige Gerade sorgte für die hohen Durchschnittsgeschwindigkeiten von Sebring, die 1986 ihren Höhepunkt erreichten. Im Qualifikationstraining fuhr der US-Amerikaner Whitney Ganz auf einem Hawk-March 85G mit V6-Buick-Turbomotor eine Zeit von 2:11,416 Minuten. Die Durchschnittsgeschwindigkeit über eine Runde betrug dabei 214,258 km/h. Der Auftritt der neuen BMW GTP, mit großer Werksunterstützung von BMW aus Deutschland, geriet zum Desaster. Drei Wagen waren gemeldet. Einer brannte im Training nach einem Elektrikdefekt komplett aus. Im zweiten GTP-Prototyp hatte Bobby Rahal einen spektakulären Unfall, als der Wagen Unterluft bekam, abhob, seitlich wieder aufkam und sich danach mehrmals überschlug. Rahal blieb dabei völlig unverletzt, der Wagen war jedoch zerstört. Daraufhin zog BMW North America den dritten Rennwagen zurück. Das Rennen endete, wie so viele Sebring-Veranstaltungen davor, spektakulär. Der von Bob Akin, Hans-Joachim Stuck und Jo Gartner gefahrene Porsche 962 verlor in der letzten Runde ein Rad und kam als Dreiradler in die Victory Lane.
Für Gartner war der Sieg in Sebring sein größter Erfolg im internationalen Motorsport. Wenige Monate später verunglückte er beim 24-Stunden-Rennen von Le Mans tödlich.

## Ergebnisse

### Schlussklassement
| 1               | GTP    | 5   | Bob Akin Motor Racing        | Bob Akin Hans-Joachim Stuck Jo Gartner                    | Porsche 962            | 287 |
| 2               | GTP    | 67  | BF Goodrich                  | Darin Brassfield John Morton Jim Busby                    | Porsche 962            | 279 |
| 3               | GTP    | 14  | Holbert Racing               | Al Holbert Derek Bell Al Unser junior                     | Porsche 962            | 269 |
| 4               | GTO    | 7   | 7-Eleven Roush Racing        | Scott Pruett Bruce Jenner                                 | Ford Mustang           | 265 |
| 5               | GTO    | 50  | Roush Folger's Motorcraft    | Bill Elliot Ricky Rudd                                    | Ford Mustang           | 265 |
| 6               | Lights | 66  | STS-Mike Meyer Racing        | Jim Rothbarth Mike Meyer Jeff Kline                       | Royale RP40            | 246 |
| 7               | GTO    | 88  | Morrison Cook Motorsport     | Ron Grable John Heinricy Bobby Carradine                  | Chevrolet Corvette     | 245 |
| 8               | GTU    | 38  | Mandeville Auto Tech         | Roger Mandeville Danny Smith                              | Mazda RX-7             | 240 |
| 9               | Lights | 63  | Certified Brakes Racing      | Jim Downing John Maffucci John O’Steen                    | Argo JM19              | 238 |
| 10              | GTO    | 58  | Rick Borlase                 | Rick Borlase Jim Torres Michael Hammond                   | Porsche 934            | 231 |
| 11              | GTO    | 90  | Road Circuit Technology      | Les Delano Jeremy Nightingale Patty Moise                 | Chevrolet Camaro       | 230 |
| 12              | GTU    | 75  | CCR                          | Bob Reed Tommy Kendall John Hogdal                        | Mazda RX-7             | 226 |
| 13              | GTP    | 16  | MHR Racing                   | Marty Hinze Jack Newsum Tom Blackaller                    | Porsche 935K3          | 222 |
| 14              | GTU    | 78  | 901 Racing                   | Peter Uria Larry Figaro Jack Refenning                    | Porsche Carrera RSR    | 220 |
| 15              | Lights | 61  | Deco Sales                   | Brent O’Neill Steve Shelton Don Courtney                  | Argo JM16              | 219 |
| 16              | GTU    | 45  | Turbo Concepts               | Herman Galeano Christian Jacobs Pedro Cardenas            | Porsche 911            | 209 |
| 17              | Lights | 29  | Ares Sports                  | Ron Canizares Bill Jacobson Howard Katz                   | Tiga GT285             | 198 |
| 18              | GTU    | 39  | R & H Racing                 | Rainer Brezinka Rudy Bartling John Centano                | Porsche 911            | 197 |
| 19              | Lights | 42  | White Allen Porsche          | John Higgins Chip Mead Howard Cherry                      | Fabcar CL              | 184 |
| 20              | GTO    | 64  | Raintree Corporation         | Lanny Hester Maurice Hassey                               | Ford Mustang           | 173 |
| 21              | GTO    | 26  | Bob’s Speed Products         | Del Russo Taylor Mike Hackney Arvid Albanese              | Pontiac Firebird       | 172 |
| 22              | GTU    | 54  | SP Racing                    | Gary Auberlen Peter Jauker Cary Eisenlohr Karl Durkheimer | Porsche 911            | 166 |
| 23              | GTU    | 21  | Wonzer Racing                | John Hofstra Charles Slater Mick Robinson                 | Porsche 911            | 160 |
| 24              | GTU    | 57  | Kryderacing                  | Reed Kryder Tom Palmer Todd Morici                        | Nissan 280ZX           | 157 |
| 25              | GTU    | 85  | Highlands County Racing      | William Boyer Steve Roberts Mike Rand Robby Unser         | Pontiac Firebird       | 151 |
| 26              | GTU    | 85  | K & P Racing                 | David Fuller Mark Montgomery                              | Chevrolet Corvette     | 127 |
| 27              | GTU    | 08  | Simms-Romano Enterprises     | Paul Romano Jim Freeman James Nelson                      | Mazda RX-7             | 125 |
| 28              | GTO    | 96  | Bob’s Speed Products         | Bob Lee Bill Julian Timothy Lee Jim Saxon                 | Buick Skyhawk          | 97  |
| 29              | GTO    | 48  | Gary Wonzer                  | Gary Wonzer Miguel Pagan Bruce Dewey Tom Cripe            | Porsche Carrera RSR    | 94  |
| Ausgefallen     |        |     |                              |                                                           |                        |     |
| 30              | GTO    | 92  | Van Every Racing             | Lance Van Every Ash Tisdelle Rusty Bond                   | Chevrolet Camaro       | 233 |
| 31              | GTU    | 35  | Team Dallas                  | Jack Griffin Bobby Hefner Skip Winfree                    | Porsche Carrera RSR    | 225 |
| 32              | GTU    | 35  | Roush Racing                 | Chris Marte Tim Coconis                                   | Ford Mustang           | 200 |
| 33              | Lights | 22  | Team 22 Sherri Cup           | Paul Corazzo Ed Flemke Tom Hessert                        | Royale RP40            | 181 |
| 34              | Lights | 6   | Morgan Performance           | Charles Morgan Logan Blackburn                            | Tiga GT286             | 181 |
| 35              | GTO    | 34  | Latino Racing                | Kikos Fonseca Luis Mendez Enrique Molins                  | Porsche 934            | 174 |
| 36              | GTO    | 02  | Spirit Racing                | Wally Dallenbach jr. Tommy Byrne                          | Chevrolet Camaro       | 171 |
| 37              | GTO    | 87  | Morrison Cook Motorspor      | Don Knowles Bob McConnell Tommy Morrison                  | Chevrolet Corvette     | 171 |
| 38              | GTU    | 87  | Al Bacon Racing              | Al Bacon Bill Scott Dennis Krueger                        | Mazda RX-7             | 168 |
| 39              | Lights | 37  | Burdsall Newsome Racing      | Roy Newsome Tom Burdsall Peter Welter                     | Tiga GT285             | 162 |
| 40              | GTP    | 33  | Roy Baker Promotions         | Costas Los Dudley Wood                                    | Tiga GC285             | 160 |
| 41              | GTU    | 60  | Latino Racing                | Luis Mendez Mauricio de Narváez                           | Porsche 911            | 159 |
| 42              | GTO    | 31  | CRT Contracting Corporation  | Ken Bupp Guy Church E. J. Generotti                       | Chevrolet Camaro       | 156 |
| 43              | Lights | 11  | Kendall Racing               | Chuck Kendall Paul Lewis Max Jones                        | Lola T616              | 153 |
| 44              | GTP    | 46  | RC Buick Hawk                | John Paul junior Whitney Ganz Ken Madren                  | Hawk-March 85G         | 151 |
| 45              | GTU    | 71  | Team Highball                | Amos Johnson Dennis Shaw Jack Dunham                      | Mazda RX-7             | 150 |
| 46              | GTO    | 30  | Skoal Bandits                | Pancho Carter Buz McCall Tom Sheehy Walt Bohren           | Chevrolet Camaro       | 147 |
| 47              | GTO    | 47  | Dingman Bros Racing          | Elliott Forbes-Robinson Tommy Riggins                     | Pontiac Firebird       | 147 |
| 48              | GTP    | 04  | Group 44                     | Brian Redman Vern Schuppan Hurley Haywood                 | Jaguar XJR-7           | 146 |
| 49              | GTO    | 9   | OMR Engines                  | Ric Moore Hoyt Overbagh Chris Gennone                     | Chevrolet Camaro       | 145 |
| 50              | GTP    | 8   | Henn’s Swap Shop Racing      | Drake Olson A. J. Foyt                                    | Porsche 962            | 141 |
| 51              | GTU    | 89  | Team Hunt Racing             | Tom Hunt James Shelton                                    | Mazda RX-7             | 140 |
| 52              | Lights | 27  | MSB Racing                   | Jim Fowells Dave Cowart Kenper Miller                     | Argo JM19              | 136 |
| 53              | Lights | 01  | Gaston Andrey Racing         | Roger Andrey Bob Herlin Rick Mancuso                      | Alba AR2               | 123 |
| 54              | GTO    | 83  | Shafer Racing                | George Shafer Joe Maloy Bill McVay                        | Chevrolet Camaro       | 114 |
| 55              | GTP    | 44  | Group 44                     | Bob Tullius Chip Robinson Claude Ballot-Léna              | Jaguar XJR-7           | 106 |
| 56              | Lights | 93  | Mid-O Racing                 | Kelly Marsh Ron Pawley Don Marsh                          | Argo JM16              | 102 |
| 57              | GTO    | 25  | Lucas Truck Service          | Tom Nehl Jim Fortin Scott Gaylord                         | Chevrolet Camaro       | 96  |
| 58              | GTU    | 41  | Lion Rampant                 | Chaunce Wallace Van McDonald Kevin Bruce                  | Mazda RX-7             | 90  |
| 59              | GTU    | 36  | Case Racing                  | Ron Case Dave Panaccione                                  | Porsche 924 Carrera    | 83  |
| 60              | GTO    | 98  | All American Racers          | Chris Cord Dennis Aase                                    | Toyota Celica Turbo    | 73  |
| 61              | GTO    | 28  | Texas Enterprises US Tobacco | Terry Labonte Phil Parsons Benny Parsons                  | Oldsmobile Calais      | 67  |
| 62              | Lights | 13  | Outlaw Racing Team           | Frank Rubino Ray Mummery Reggie Smith                     | Argo JM19              | 65  |
| 63              | GTO    | 51  | Dave Heinz Imports           | Dave Heinz Donald Yenko Steve Zwiren                      | Chevrolet Corvette     | 65  |
| 64              | GTO    | 76  | Peerless Racing              | Jack Baldwin Jim Miller                                   | Chevrolet Camaro       | 57  |
| 65              | Lights | 80  | Gaston Andrey Racing         | Carlo Facetti Martino Finotto Ruggero Melgrati            | Alba AR6               | 41  |
| 66              | GTP    | 05  | Jerry Kendall                | Jerry Kendall Dave White Werner Frank                     | Porsche 935-84         | 40  |
| 67              | GTO    | 73  | Eurospec Imports             | Carlos Munoz Carlos Migoya Luis Albiza                    | Chevrolet Camaro       | 40  |
| 68              | GTP    | 00  | Hotchkis Racing              | Jim Adams John Hotchkis John Kalagian                     | March 83G              | 38  |
| 69              | GTP    | 86  | Bayside Disposal Racing      | Bob Wollek Paolo Barilla Bruce Leven                      | Porsche 962            | 36  |
| 70              | GTP    | 24  | Global Racing                | Carlos Ruesch Hugo Gralia Alan Andrea John Clark          | Mazda RX-7             | 28  |
| 71              | GTO    | 69  | Rick Balderson               | Bill Gardner John Greene Steve Noffke                     | Chevrolet Monza        | 28  |
| 72              | GTO    | 55  | Bud Light Corvette           | Craig Rubright Greg Walker Nort Northam                   | Chevrolet Corvette     | 27  |
| 73              | GTO    | 77  | Sunrise Racing               | Jeff Loving James Lee                                     | Chevrolet Camaro       | 16  |
| 74              | GTP    | 0   | Momo Joest Racing            | Giampiero Moretti Randy Lanier Louis Krages               | Porsche 962            | 10  |
| 75              | GTP    | 4   | Lee Racing                   | Jim Mullen Lew Price Carson Baird                         | Chevrolet Corvette GTP | 9   |
| 76              | GTO    | 72  | Whitehall-Rocketsports       | Bob Bergstrom Paul Gentilozzi Gene Felton Tom Winters     | Oldsmobile Toronado    | 9   |
| Nicht gestartet |        |     |                              |                                                           |                        |     |
| 77              | GTP    | 12  | BMW North America            | David Hobbs John Watson                                   | BMW GTP                | 1   |
| 78              | GTP    | 18  | BMW North America            | Bobby Rahal John Watson                                   | BMW GTP                | 2   |
| 79              | GTP    | 19  | BMW North America            | John Andretti Davy Jones                                  | BMW GTP                | 3   |
| 80              | GTO    | 56  | Hi -Fi Hospital              | Bob Henderson Timothy Lee Victor Costanzo                 | Chevrolet Camaro       | 4   |
| 81              | GTU    | 87  | Mosler Racing                | George Alderman Joe Hill Steve Alexander                  | Ferrari 308 GTB        | 5   |
| 82              | GTP    | 68  | BF Goodrich                  | Jim Busby Oscar Larrauri                                  | Porsche 962            | 6   |
| 83              | Lights | 79  | Whitehall-Rocketsports       | Skeeter McKitterick Bill Koll                             | Alba AR5               | 7   |
| 84              | GTU    | 91  | Foreign Matter Racing        | Fin Tomlinson John Finger Ron Finger                      | Mazda RX-7             | 8   |
| 85              | GTP    | 04T | Group 44                     |                                                           | Jaguar XJR-7           | 9   |

1 Wagenbrand im Training
2 Unfall im Training
3 zurückgezogen
4 nicht gestartet
5 nicht gestartet
6 Unfall im Training
7 Motorschaden im Training
8 nicht gestartet
9 Trainingswagen

### Nur in der Meldeliste
Hier finden sich Teams, Fahrer und Fahrzeuge, die ursprünglich für das Rennen gemeldet waren, aber aus den unterschiedlichsten Gründen daran nicht teilnahmen.
| Pos. | Klasse | Nr. | Team                   | Fahrer                                                | Chassis             |
| ---- | ------ | --- | ---------------------- | ----------------------------------------------------- | ------------------- |
| 86   | Lights | 06  | Hi-Tech Racing         | Joe Varde Tico Almeida                                | Alba AR5            |
| 87   | GTP    | 2   | Leon Bros Racing       | Al Leon Art Leon Calvin Fish                          | March 85G           |
| 88   | GTU    | 65  | CR Enterprise          | Foko Gritzalis Cameron Worth                          | Mazda RX-3          |
| 89   | GTO    | 73  | Hi-Tech Coatings       | Richard McDill Tom Juckette Bill McDill               | Chevrolet Camaro    |
| 90   | GTO    | 74  | Whitehall-Rocketsports | Paul Gentilozzi Bob Bergstrom Gene Felton Tom Winters | Oldsmobile Toronado |

### Klassensieger
| Klasse | Fahrer           | Fahrer             | Fahrer     | Fahrzeug     | Platzierung im Gesamtklassement |
| ------ | ---------------- | ------------------ | ---------- | ------------ | ------------------------------- |
| GTP    | Bob Akin         | Hans-Joachim Stuck | Jo Gartner | Porsche 962  | Gesamtsieg                      |
| Lights | Jim Rothbarth    | Mike Meyer         | Jeff Kline | Royale RP40  | Rang 6                          |
| GTO    | Scott Pruett     | Bruce Jenner       |            | Ford Mustang | Rang 4                          |
| GTU    | Roger Mandeville | Danny Smith        |            | Mazda RX-7   | Rang 8                          |

### Renndaten
- Gemeldet: 90
- Gestartet: 76
- Gewertet: 29
- Rennklassen: 4
- Zuschauer: unbekannt
- Wetter am Renntag: kalt
- Streckenlänge: 7,821 km
- Fahrzeit des Siegerteams: 12:02:22,989 Stunden
- Gesamtrunden des Siegerteams: 287
- Gesamtdistanz des Siegerteams: 2244,745 km
- Siegerschnitt: 186,446 km/h
- Pole Position: Whitney Ganz – Hawk-March 85G (#46) – 2:11,416 – 214,258 km/h
- Schnellste Rennrunde: Derek Bell – Porsche 962 (#14) – 2:13,857 – 210,352 km/h
- Rennserie: 3. Lauf zur IMSA-GTP-Serie 1986